# 吉里巴姆
吉里巴姆（Jiribam），是印度曼尼普尔邦东因帕尔县的一个城镇。总人口6426（2001年）。

## 人口
该地2001年总人口6426人，其中男性3141人，女性3285人；0—6岁人口858人，其中男407人，女451人；识字率72.98%，其中男性为79.82%，女性为66.45%。